# 哲戈福河
13°40′26″N 39°24′40″E / 13.674°N 39.411°E

哲戈福河是埃塞俄比亞的河流，位於該國北部，處於提格雷州，屬於尼羅河流域的一部分，河道全長13公里，河床上的巨石和鵝卵石可能來自流域上游。